# Moravske Toplice
Moravske Toplice este o localitate din comuna Moravske Toplice, Slovenia, cu o populație de 600 - 800 de locuitori.